# Hugues V de Bourgogne
Pour les articles homonymes, voir Hugues de Bourgogne.
Hugues V de Bourgogne (né en 1294 - mort le 9 mai 1315 à Argilly) est duc de Bourgogne de 1306 à 1315 et roi titulaire de Thessalonique de 1306 à 1313.
Hugues V de Bourgogne est l'aîné des enfants survivants du duc de Bourgogne Robert II et d'Agnès de France. Descendant direct de Hugues Capet en ligne paternelle, il est de plus petit-fils de Saint-Louis par sa mère. Encore enfant à la mort de son père, le 21 mars 1306, il régna sous la tutelle de sa mère, pendant sa minorité. À peine majeur, il meurt, ne laissant de son règne si court que le souvenir de sa brillante réception comme chevalier.
Très jeune, il est fiancé à Catherine II de Valois-Courtenay (1303 † 1346), impératrice titulaire de Constantinople, fille de Charles de France, comte de Valois, et de Catherine de Courtenay, mais à la mort de cette dernière en 1307, Charles de Valois se rend compte qu'il n'a pas de fils et que Catherine II est l'héritière du titre d'empereur latin de Constantinople. Charles de Valois préfère avoir un gendre capable de reconquérir Constantinople et entreprend de faire rompre les fiançailles. Hugues finit par renoncer à sa fiancée en échange de larges compensations :
- sa sœur Jeanne reçoit la terre de Courtenay, et épouse Philippe, fils de  Charles de Valois ;
- son frère Louis est marié à Mathilde de Hainaut, héritière de la principauté de Morée.

Le 9 octobre 1305, Hugues est fait pair de France. Philippe IV le Bel l'arma chevalier en 1313. Il meurt deux ans plus tard. Eudes IV, son frère, prend aussitôt possession du duché.